# François Sagat
François Sagat (* 5. června 1979, Cognac, Francie) je francouzský pornoherec, model a režisér zabývající se z velké části gay pornografií. Jeho charakteristickým znakem je specifické tetování na holé lebce, připomínající velmi krátký sestřih vlasů. Mimo oblast pornografického filmu se objevil také ve snímku Saw 6 (2009) a hlavní role ztvárnil v experimentálním erotickém zombie thrilleru L. A. Zombie (2010, r. Bruce LaBruce) či v dramatu Homme au bain (2010). Často spolupracoval s módními návrháři a pózoval avantgardním fotografům.
Podle vlastního vyjádření uvažoval o práci v pornoprůmyslu už ve svých 21 či 22 letech. Až v 25 letech však byl osloven na seznamce Gaydar a v lednu 2005 začal točit. Zprvu pod pseudonymem Azzedine pro francouzskou značku Cité Beur. Od července téhož roku i pro americká studia a Raging Stallion a Titan Media.
J. C. Adams jej umístil na první příčce v žebříčku ikon gay pornoprůmyslu. Sagat sám sebe v roli sexuální ikony označil za „produkt internetu v kombinaci se sexuálním průmyslem“.
Dne 1. března 2011 odvysílala francouzská televize Canal+ biografický dokumentární film od režisérů Jérôma M. Oliveiry a Pascala Roche s prostým názvem Sagat. Později jej v USA vydalo na DVD vydatelství TLA Releasing.

## Ocenění
- 2006 David Awards: Nejlepší evropský herec / Best European actor[8][9]
- 2007 GayVN Awards: Účinkující roku / Performer of the year[2][10]
- 2008 European Gay Porn Awards: Nejlepší „trojka“ / Best threesome performance spolu se Stevem Cruzem a Rockym Torrezem v H2O (Titan Media)[11][12]
- 2010 TLA Gay Awards: Nejlepší účes / Best hair[13]
- 2011 HustlaBall Award: Nejlepší evropský herec / Best performer (EU)[14][15]

Kromě toho získal i řadu nominací, např. roku 2010 na TLA Gay Awards v kategorii Účinkující roku (zvítězil Brent Corrigan) nebo roku 2013 na Grabby Awards hned v pěti kategoriích včetně nejlepšího herce, režiséra i kameramana za film Incubus 2 (Titan Men).